# جيليان كولتارد
جيليان كولتارد (بالإنجليزية: Gillian Coultard)‏ (مواليد 22 يوليو 1963) هي لاعبة كرة قدم نسائية إنجليزية متقاعدة وكابتن إنجلترا السابق. وهي واحدة من أكثر السيدات الإنجليزيات تتويجًا دوليًا، مع ظهور 119، وكانت تلعب في مركز الوسط. وكانت اللاعبة الإنجليزية التي تملك أكبر عدد من المشاركات الدولية حتى وصلت راشيل يانكي إلى 120 مباراة دولية في عام 2012. في ذلك الوقت كانت واحدة من خمسة لاعبات فقط (بوبي مور وبيلي رايت وبوبي تشارلتون وبيتر شيلتون) في إنجلترا شاركْن في أكثر من 100 مباراة دولية مع منتخب إنجلترا.

## المسيرة الدولية
كاتت كولتارد تلعب في مركز خط الوسط في البداية، على الرغم من أنها كانت تعود إلى الدفاع في نهاية حياتها المهنية، ظهرت لأول مرة على الصعيد الدولي في مباراة ضد منتخب جمهورية ايرلندا في عام 1981، في سن الثامنة عشرة. سجّلت 30 هدفًا على الصعيد الدولي، بمعدل هدف واحد كل أربع مباريات، بما في ذلك هدفين في كأس العالم للسيدات ضد كندا في السويد، في عام 1995. خرجت إنجلترا من الدور ربع النهائي من قبل منتخب ألمانيا وصيف البطولة. كان كولتارد أيضًا جزءًا من تشكيلة إنجلترا في بطولة أمم أوروبا للسيدات 1984. اخْتِرت كولتارد لقيادة منتخب إنجلترا في عام 1991 عندما أصيبت الكابتن السابق ديبي بامبتون. ثم استعادت بامبتون القيادة في عام 1995، لكن كولتارد عادت لقيادة المنتخب في عام 1997 عندما تقاعدت اللاعبة بامبتون من كرة القدم الدولية.
فازت كولتارد بالكأس رقم 100 في إنجلترا بعد فوزها 4-0 على منتخب اسكتلندا على ملعب ألموندفيل في أغسطس 1997. في أكتوبر، قبل التصفيات المؤهلة لكأس العالم 1999 ضد هولندا في ملعب بولين غراوند، قدم لها السير جيف هيرست كأسا فضية تقديراً للإنجاز.
في المراحل الأولى من تصفيات بطولة أمم أوروبا للسيدات 2001، بقيت كولتارد قائدة للفريق. وجاء الكأس الأخير لها في مباراة ضد منتخب سويسرا في مايو 2000. كانت لاحقًا عضوًا غير لاعب في فريق إنجلترا الذي عانى من هزيمته القياسية -خسارة 8-0 خارج أرضه أمام منتخب النرويج في يونيو 2000. في أكتوبر 2000، أعلنت كولتارد البالغة من العمر 37 عامًا اعتزالها دوليًا من أجل التركيز على دور التدريب في الأكاديمية الوطنية لكرة القدم النسائية في دورهام.

## الاحتراف في الأندية
على مستوى الأندية، فازت كولتارد بلقب الدوري الوطني وستة نهائيات كأس الاتحاد الإنجليزي للسيدات خلال 24 عامًا مع دونكاستر بيلز. بدأت مسيرتها الكروية عندما كانت تلميذة تبلغ من العمر 13 عامًا، وشاركت في أكثر من 300 مباراة وأصبحت لاعبة رئيسية في كرة القدم النسائية في إنجلترا. تقاعدت من أندية كرة القدم في نهاية عام 2000.
تُشارك كولتارد في أربع جلسات تدريبية ومباراة كل أسبوع، على الرغم من عملها بدوام كامل على خط الإنتاج في شركة بايونير في كاسلفورد. استخدمت إجازتها السنوية من العمل للعب في إنجلترا ورفضت عدة عروض للانضمام إلى أندية شبه احترافية في بلجيكا وإيطاليا والسويد وفنلندا.

## إنجازات
- الشعبة الوطنية للدوري الإنجليزي الممتاز للسيدات: 1991-1992 ، 1993-1994.
- كأس الاتحاد الإنجليزي للسيدات: 1982–83، 1986–87، 1987–88، 1989–90، 1991-1992، 1993-1994
- موندياليتو: 1988.

## بعد التقاعد
في مايو 2005 اكتشفت كولتارد أنها مُصابة بسرطان الثدي، والذي تم علاجه بنجاح بالجراحة والعلاج الكيميائي والعلاج بالأشعة. في 19 أكتوبر 2006، أُدخلت في قاعة مشاهير كرة القدم الإنجليزية. أدار كولتارد فريق هارتلبول يونايتد للسيدات الجديد. في عام 2009، عُرض عليها دور كمدربة لمنتخب إستونيا لكرة القدم للسيدات، لكنها رفضت العرض لأسباب شخصية.

## روابط خارجية
- جيليان كولتارد على موقع الاتحاد الدولي (مؤرشف)  (الإنجليزية)
- جيليان كولتارد على موقع قاعدة بيانات كرة القدم.إي يو (الإنجليزية)
- جيليان كولتارد على موقع Soccerway.com (الإنجليزية)
- جيليان كولتارد على موقع عالم كرة القدم.نت (الإنجليزية)